# Enric Duran

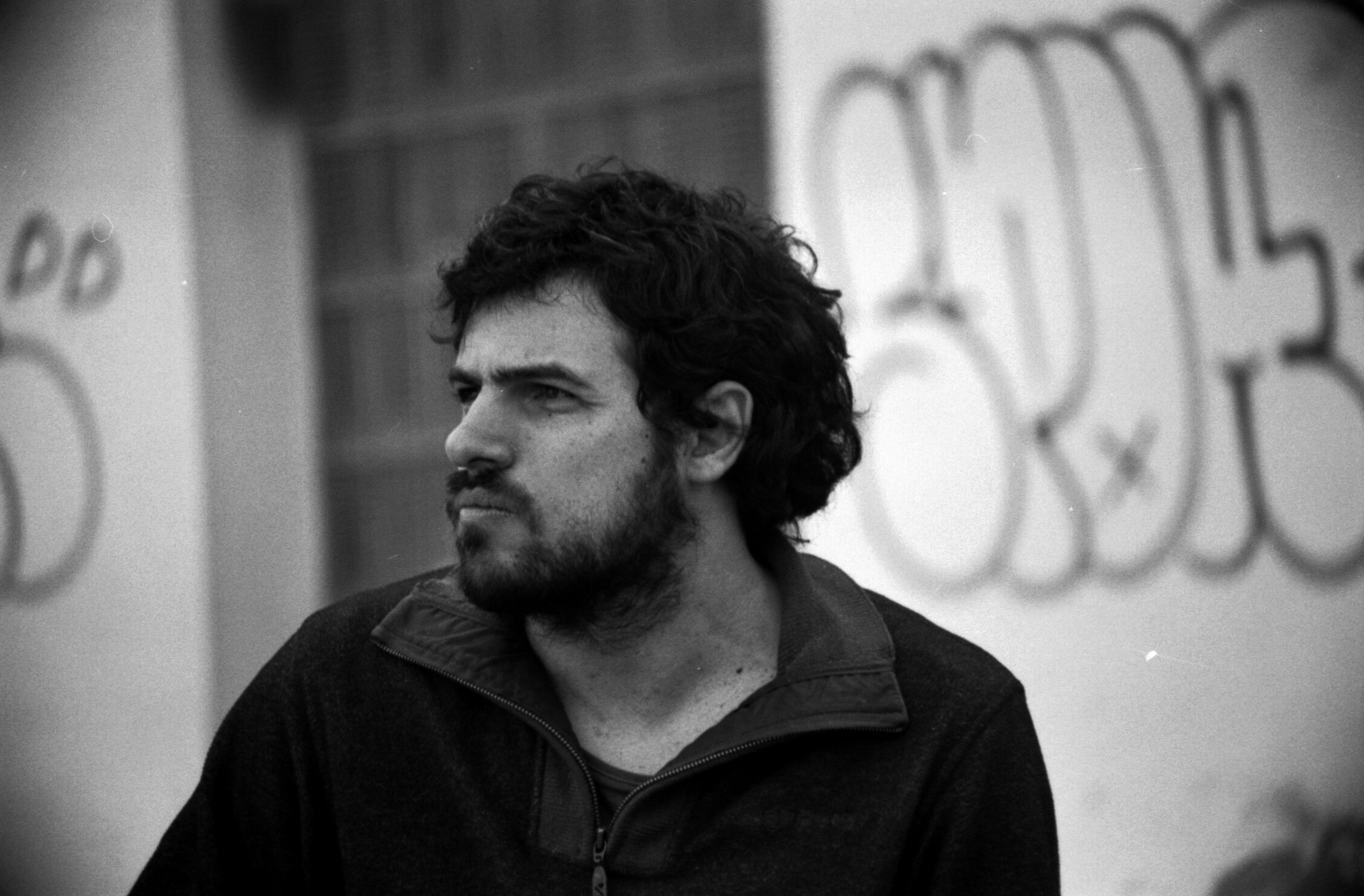
Enric Duran Giralt - nhà hoạt động chống chủ nghĩa tư bản

Enric Duran Giralt (sinh ngày 23 tháng tư năm 1976, tại Vilanova i la Geltrú), được biết đến như Robin Bank hay  Robin Hood của ngành ngân hàng, là một nhà hoạt động chống chủ nghĩa tư bản người Catalan và là thành viên sáng lập hợp tác xã Catalan Integral Cooperative (CIC) và FairCoop.
Ngày 17 tháng 9 năm 2008, Duran công khai tuyên bố rằng ông đã 'cướp' gần nửa triệu euros từ hàng tá ngân hàng Tây Ban Nha. Đây là một phần trong các hoạt động chính trị để tố cáo cái ông gọi là Hệ thống tư bản man rợ.
Từ năm 2006 đến năm 2008, Duran đã vay tổng cộng 68 món, vay thương mại và vay cá nhân, từ 39 ngân hàng mà không cần tài sản đảm bảo hay thế chấp. Ông không có ý định trả số nợ này và đã sử dụng số tiền đó để tài trợ cho các hoạt động chống lại chủ nghĩa tư bản. Năm 2008, Duran phát hành online bài báo "Tôi đã "ăn cắp" 492,000 euros từ những kẻ cướp tiền của chúng ta, để trả thù chúng lvà tạo ra sự thay thế cho xã hội", và một video online giải thích việc đã làm và việc rời khỏi đất ước để quan sát phản ứng của mọi người và cân nhắc bước hành động tiếp theo. Các ấn phẩm này cũng được xuất bản trên tạp chí miễn phí Crisis, bằng tiếng Catlan. 200,000 bản đã được in và phát cho các tình nguyện viên ở Catalunya. Bài báo thứ hai, Chúng ta có thể! Sống không có chủ nghĩa tư bản được phát hành ngày 17 tháng 3 năm 2009, và bài báo thứ 3 Chúng tôi muốn ngày 17 tháng 9 năm 2009.

## Lý do cho các hành động
Duran nói rằng lý do ông làm như vậy là để tạo ra các cuộc tranh luận về hệ thống tài chính và hệ thống tư bản hiện tại, để tạo ra các hoạt động chống đối liên tục chống lại chủ nghĩa tư bản và để tạo ra sự dịch chuyển xã hội nhằm tạo ra các hệ thống thay thế. Duran gọi các hoạt động đó là hoạt động "chống lại tài chính dân sự" and nói rằng ông đã chuẩn bị đi tù vì các hoạt động của mình.

## Phản ứng của chính quyền
Năm 2009 Duran trở về Tây Ban Nha, và đã bị bắt giữ bởi cảnh sát Tây Ban Nha ngày 17 Tháng ba năm 2009 tại trường Đại học Barcelona. Sáu trong số 39 ngân hàng liên quan đã đệ đơn kiện Duran. Duran được thả tự do sau 2 tháng trong tù sau khi nộp số tiền bảo lãnh 50,000 Euro.
Để kỷ niệm một năm ngày Duran thông báo về việc "cướp ngân hàng", một ngày hành động đã được lên kế hoạch tại hơn 100 thành phố ở Tây Ban Nha và nước ngoài vào ngày 17 tháng 9 năm 2009. Tại đó, mọi người gặp nhau và chia sẻ các ý tưởng thay thế cho chủ nghĩa tư bản.
Tháng 11 năm 2011, một bài thuyết trình đã được chuẩn bị để trình lên toàn án dân sự, yêu cầu hủy bỏ các cáo buộc về mối liên hệ giữa Duran và Banco Bilbao Vizcaya Argentaria (một nhóm các ngân hàng đa quốc gia tại Tây Ban Nha). Ngày 25 tháng 11 năm 2011, công tố viên đề nghị tòa án đưa ra mức án 8 năm tù cho Duran với tội danh làm giả giấy tờ (để hợp pháp hóa các khoản vay) nhưng bất thành. Luật sư bào chữa cho Duran lập luận rằng việc đi tù vì không trả nợ đã bị bãi bỏ ở Tây Ban Nha. Duran tự bào chữa rằng "Tôi không nghĩ rằng tòa án đủ thẩm quyền để phán xét". Duran nghi ngờ chính quyền đã không có hành động kịp thời đối với các nhà đầu cơ tài chính những người đã tạo ra nhiều đau khổ và gánh nặng cho toàn dân châu Âu. Đến tháng 9 năm 2011, hiến pháp Tây Ban Nha thay đổi, theo đó việc trả nợ và ưu tiên hàng đầu của nước này. Duran cũng cho rằng hành động của ông là hành động của công lý - một nỗ lực để khắc phục các bất cộng mà những kẻ cầm quyền gây ra.
Tháng 11 năm 2011, Duran trích dẫn việc ân xá cho giám đốc điều hành của Banco Santander, Alfredo Sáenz Abadnhư một dẫn chứng cho sự thiên vị của tòa án đấu với những người có quyền lực và có quan hệ. Ông cũng tranh luận rằng "khi chính phủ vi phạm quyền con người, việc nổi dậy cho quyền thiêng liêng nhất và là nhiệm vụ cần thiết nhất của chúng ta". Ông kêu gọi nhứng người ủng hộ không lãng phí thời gian cho các chiến dịch thả tự do cho ông, thay vào đó hãy học theo ông và hành động chống lại hệ thống tài chính dân sự hiện hành. Tháng 3 năm 2012, Duran xuất bản video giải thích tình trạng pháp lý của mình và tiếp tục khuyến khích mọi người hành động bất tuân dân sự.

## Cuộc sống lẩn trốn
Trước ngày ra tòa án hình sự 12 tháng 2 năm 2013, Duran quyết định rời Tây Ban Nha. "Tối không tìm thấy tính hợp lý trong hệ thống pháp lý dựa vào quyền lực bởi vì tôi không thừa nhận thẩm quyển của hệ thống ấy". Ủy viên công tố và 16 ngân hàng đề nghị mức án 8 năm từ giam.
Kể từ thời điểm ấy, ông sống lẩn trốn. Một chiến dịch với hashtag #ReturnWithFreedom đã bắt đầu nhằm đưa Duran trở về Catalonia.

## Các hoạt động đã tham gia
Duran đã tham gia chiến dịch "Bãi bỏ của Nợ"(1999/2000), "Phòng trào kháng chiến toàn cầu" (2000/2002), "Chiến dịch Chống lại Giới Ngân hàng"(2001) và "Chiến dịch Chống lại tư bản châu Âu"(2002).

## Hợp tác xã toàn diện Catalan (Catalan Integral Cooperative)
Tháng tư năm 2010, Duran bắt đầu quảng bá Hợp tác xã toàn diện Catalan Catalan Integral Cooperative(CIC) như một ví dụ thực tế cho lý tưởng  Chúng tôi có thể! Sống Mà Không Có Chủ Nghĩa Tư Bản. Năm 2011,  CIC nhận trách nhiệm của một cựu tổ chức công nghiệp, với tầm nhìn muốn biến nó thành trung tâm cho các hoạt động liên quan đến môi trường.

## FairCoop
Tháng tư năm 2014, Duran bắt đầu phát triển một ý tưởng, ý tưởng đó đã trở thành Faircoop sau này, một hợp tác xã mở toàn cầu. FairCoop mong muốn "tạo ra sự chuyển đổi đến một thế giới mới. Thế giới mới sẽ giảm sự khác biệt nhiều nhất có thể về kinh tế và xã hội giữa người với người, đồng thời liên tục tạo ra một thế giới khỏe mạnh cho mọi người dưới hình thức nguồn lực chung (commons).
Faircoin được chọn là tiền tệ số, là nền tảng tạo để tái phân bổ nguồn lực và xây dựng hệ thống kinh tế toàn cầu mới.